# Rosa Vásquez Espinoza
Rosa Vásquez Espinoza es una bióloga química y conservacionista peruana,  cuyo trabajo integra el conocimiento ecológico tradicional con la ciencia moderna, enfatizando las prácticas sostenibles y la colaboración comunitaria. En 2024, la BBC la nombró como una de las 100 mujeres más influyentes del mundo.

## Biografía
Rosa Vásquez Espinoza nació en Perú, con raíces familiares tanto en los Andes como en la selva amazónica. Fue criada por su abuela, una curandera tradicional de los Andes que usaba plantas medicinales para crear remedios. Esta exposición temprana a la medicina natural y a las tradiciones culturales peruanas inspiró a Vásquez Espinoza y más tarde influyó en su carrera científica.

## Trayectoria
Asistió a la escuela en Lima y pasó sus veranos en la Amazonía y los Andes, conociendo la vida rural e interactuando con la biodiversidad local. Recibió una beca para estudiar en la Universidad Tecnológica de Tennessee, y en 2015 se licenció en biología y química. Obtuvo su doctorado en biología química en la Universidad de Míchigan.
De 2016 a 2022, Vásquez Espinoza trabajó en el laboratorio de ciencias de la vida de la Universidad de Míchigan con David H. Sherman, como investigadora postdoctoral. En 2019, se unió a una expedición científica en Shanay-timpishka para estudiar su ecosistema único. Durante el viaje, recogió muestras de agua, sedimentos y microbios, mientras documentaba las condiciones ambientales como la temperatura y la luz solar para obtener mayor comprensión de los microorganismos que se desarrollan en las altas temperaturas del río Amazonas.
Vásquez Espinoza es un bióloga química cuyo trabajo ha explorado la biodiversidad en ecosistemas extremos, particularmente de la selva amazónica. Su investigación se centra en los microorganismos y las abejas sin aguijón, examinando sus funciones ecológicas y sus posibles aplicaciones en la medicina y la conservación, estudiando también las propiedades químicas de su miel y sus beneficios medicinales.
Fundó la Amazon Research Internacional, un instituto dedicado a la investigación colaborativa y a la integración del conocimiento tradicional con la ciencia moderna. Colaboró con comunidades indígenas del Amazonas, incorporando sus conocimientos y prácticas en estrategias de conservación. Sus colaboraciones se extienden a colabora con instituciones académicas y cona sesores a los reponsables de políticas, centrándose en la preservación de la biodiversidad y la sostenibilidad.
Vásquez Espinoza participó en iniciativas para abordar los impactos de la deforestación, el cambio climático y los contaminantes ambientales en el ecosistema de la Amazonía. Contibuyó con los intentos legislativos para proteger las abejas  sin aguijón en el Perú, con el objetivo de mejorar la conservación y apoyar las economías locales.

## Reconocimientos
En 2024, fue incluida en la lista BBC 100 Women más influyentes del mundo en reconocimiento a su trabajo científico y su compromiso con la conservación de la biodiversidad peruana. Fue la única peruana incluida en la lista de ese año.